# Cañizal
Cañizal település Spanyolországban,  Zamora tartományban. Cañizal Fuentelapeña, Villaescusa, Zamora, Parada de Rubiales, Espino de la Orbada, Cantalpino, Vallesa de la Guareña, Torrecilla de la Orden és Castrillo de la Guareña községekkel határos. Lakosainak száma 421 fő (2024).

## Népesség
A település népessége az utóbbi években az alábbiak szerint változott:
| Lakosok száma | 633  | 592  | 575  | 541  | 501  | 485  | 460  | 456  | 415  | 421  |
|               | 2001 | 2004 | 2007 | 2009 | 2012 | 2014 | 2017 | 2019 | 2022 | 2024 |